# 关进平
关进平（1961年10月—），男，汉族，海南东方人，中华人民共和国政治人物，现任海南省人大常委会副主任、党组成员，海南省林业厅厅长。